# سراغة جاسئة
السراغة الجاسئة (باللاتينية: Crepis aspera) نوع نباتي يتبع جنس السراغة من الفصيلة النجمية.

## الموئل والانتشار
موطنها بلاد الشام ومصر وقبرص وتركيا.

## مرادفات للاسم العلمي
- (باللاتينية: Nemauchenes aculeata Cass., nom. illeg.)
- (باللاتينية: Nemauchenes ambigua Cass.)